# Карл Алеттер
Карл Алеттер (нім. Karl Aletter, 8 липня 1906 — 29 березня 1991) — німецький академічний веслувальник.
Срібний призер Олімпійських Ігор 1932 року в складі розпашної четвірки без стернового.